# Catoptria caucasica
Catoptria caucasica is een vlinder uit de familie grasmotten (Crambidae). De wetenschappelijke naam is voor het eerst geldig gepubliceerd in 1877 door Alpheraky.
De soort komt voor in Europa.